# Afonso de la Cerda

Escudo de armas de Afonso de Lacerda, fruto da união do escudo do Reino de Castela e do Reino de Leão com o escudo do Reino de França.

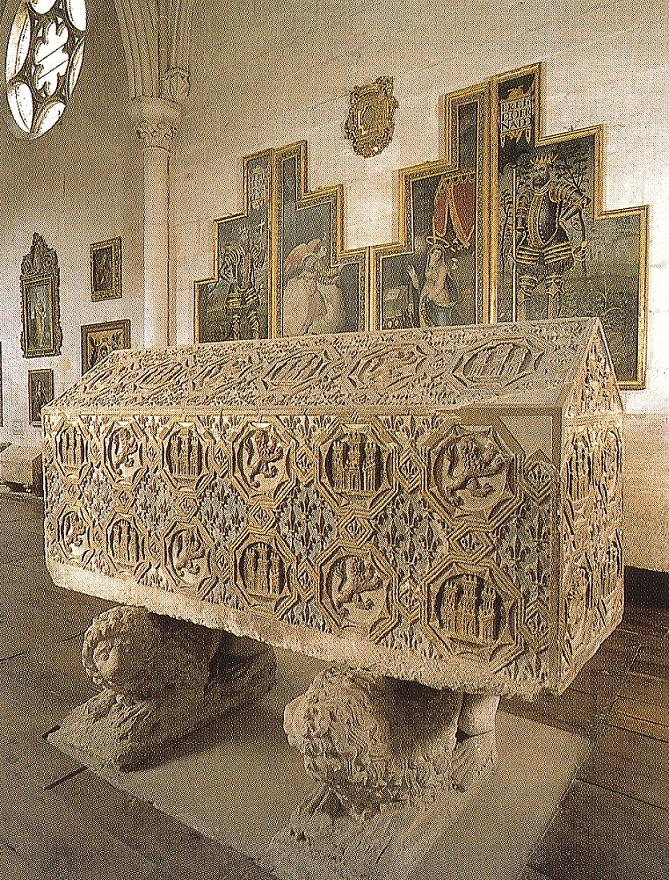
Sepulcro de Afonso de Lacerda "o Deserdado", filho do infante Fernando de La Cerda. Mosteiro de Las Huelgas de Burgos.

Afonso de la Cerda  (Valladolid, 1270 – Piedrahita de Castro, 23 de Dezembro, 1333) foi um nobre castelhano, senhor de Alba (Aragão) e Béjar e 1º senhor de Gibraleón em 1257.

## Relações familiares
Era filho de Fernando de La Cerda, infante de Castela, (23 de Outubro de 1255-Ciudad Real, 25 de julho, 1275) e de D. Branca, princesa de França, nascida em 1253, filha do rei Luís IX de França. Casou-se em 1290 com Matilde de Brienne-Eu, nascida em 1273, filha de João I de Brienne e Beatriz de Chôtillon, com quem teve oito filhos.
1. Fernando Afonso de Lacerda (Morella, c. 1286-depois de 1340) casado com Elvira de Ayala sem descendência.[2]
2. Afonso de Lacerda (1289-15 de abril de 1322) que foi senhor de Lunel e se casou com Isabele de Antoing,[2] senhora de Epinoy e filha de Hugo IV de Antoing e de Maria de Enghien, castelã de Gand.
3. Henrique de La Cerda (1290-depois de 1327), que foi arcediago em Paris.[2]
4. Luís de La Cerda (1291-Lamotte-du-Rhône, 5 de julho de 1348), o primeiro Conde de Talmont, que se casou por duas vezes: a primeira, com Leonor de Gusmão (m. 1351), senhora de Puerto de Santa María, filha de Afonso Péres de Gusmão e de Maria Afonso Coronel; a segunda, com Guyotte de Uzès.[2]
5. Margarida de Lacerda (1293-depois de 1328),  senhora de Lemos e Sarria, que se casou com Filipe de Castela, filho do rei Sancho IV de Castela e da rainha Maria de Molina, e senhor de Cabrera e Ribera.[2]
6. João Afonso de Lacerda (c. 1295 -1346), senhor de Gibraleón, Real de Manzanares, Huelva e Deza, casado por duas vezes: a primeira,  com Maria Afonso de Portugal (filha de D. Dinis, rei de Portugal); a segunda, com Maria de Luna, filha de Artal de Luna e Constança Peres de Segorbe.[2]
7. Maria de Lacerda (c. 1290-antes de 1354), que foi senhora de Villafranca de Valcárcel, casada com Afonso Melendes de Gusmão, mestre da Ordem de Santiago e irmão de Leonor de Gusmão, a amante do rei Afonso XI de Castela.[2]
8. Inês de Lacerda (1307-1362), senhora de Bembibre e se casou com Fernando Rodriguez de Vilalobos, filho de Ruy Gil de Vilalobos (III) e de Teresa Afonso.[2]

## Biografia
- Les Comtes Palatins de Bourgogne, Thierry Le Hête, Thierry Le Hête, 1ª Edição La Bonneville-sur-Iton, 1995, pg. 220.
- Masnata y de Quesada, David E. (1985). «"La Casa Real de la Cerda"». Estudios Genealógicos y Heráldicos (em espanhol). Madrid: Asociación Española de Estudios Genealógicos y Heráldicos. p. 169–229. ISBN 84-398-3591-4